# Rose Anderson
Rose Anderson, née le 23 mars 1988 à Édimbourg, en Écosse, est une joueuse britannique de basket-ball. Elle évolue au poste d'arrière.